# كيت كارسون
كريستوفر هيوستن كارسون (بالإنجليزية: Kit Carson) المعروف باسم كيت كارسون (24 ديسمبر 1809 – 23 مايو 1868) حارس حدود أمريكي، اشتهر كصياد ماهر، علاوة على شهرته كمرشد وجندي.

## حياته الأولى
ولد في مقاطعة ماديسون في كنتاكي في 24 ديسمبر 1809، وانتقلت عائلته إلى مقاطعة هوارد في ميسوري عندما كان عمره سنة، والتي كانت وقتها مستوطنة على الحدود، فتعوّد وهو صغير على كل متطلبات وصعوبات حياة الرواد. وعمل لفترة كمعاون لصانع سروج وفي عام 1826 .

## كارسون الكشاف
أصبح مرشدا وصيادا محترفا وكان صيادا لحامية بينت فورت على نهر أركانساس والتي أصبحت الآن مقاطعة بينت في كولورادو بين عامي 1832 – 1840 ورافق جون فريمونت في رحلته الاستكشافية أعوام 1842 و 1843 – 44 وكذلك رحلته نحو كاليفورنيا أعوام 1845 – 46.
اشترك كارسون في حرب المكسيك، وعند بدء حمى الذهب على ساحل المحيط الهادئ أصبح مرشدا ومرافقا للمهاجرين ومربي الماشية عبر السهول والجبال. في عام 1854 أصبح عميلا هنديا في تاوس، نيومكسيكو وبموقعه قمع الجماعات المحاربة من الأباتشي وغيرها رغم أنه كان عارفا بالعادات واللغات الهندية.

## الحرب الأهلية وسنواته الأخيرة
شارك مع الشماليين في الجنوب الغربي خلال الحرب الأهلية، وفي مارس 1865 تمت ترقيته إلى عميد للمتطوعين بعد شجاعته في معركة فالفيردي في 21 فبراير 1862 وخدمته في نيومكسيكو، وبعد الحرب رجع إلى منصبه كعميل هندي والذي ظلّ فيه في فورت ليون، كولورادو حتى موته 23 مايو 1868 عن 58 عاما .

## صورة كارسون
احتل كيت كارسون مكانة في تاريخ الرواد مثل التي احتلها دانييل بون وديفد كروكيت، حيث كون صورته كمحارب للهنود وهروبه من الخطر الوشيك وشجاعته والتي تحدثت عنها حكايات كثيرة. وسميت عليه كارسون سيتي، نيفادا. لكن صورته اليوم لم تعد تحكي عنه كبطل حيث بدا يظهر كمجرم ساهم في حرب إبادة الهنود.

## كتابات عن كارسون
- تشارلز بورديت – حياة كيت كارسون، المرشد والصياد العظيم من الغرب (1859، وظهر بطبعة أخرى عام 1877).
- دي ويت بيترز – حياة ومغامرات كيت كارسون نستور جبال الروكي من حقائق رواها بنفسه (1858).

## روابط خارجية
- كيت كارسون على موقع الموسوعة البريطانية (الإنجليزية)
- كيت كارسون على موقع إن إن دي بي (الإنجليزية)